# Bernard Carr
Bernard J. Carr est un professeur de mathématiques et d'astronomie à la Queen Mary, University of London (QMUL), en Angleterre.
Ses recherches portent notamment sur le début de l'univers, la matière noire, la relativité générale, les trous noirs et le principe anthropique.

## Formation
Bernard Carr a obtenu son Bachelor of Science en mathématiques en 1972 au Trinity College de l'Université de Cambridge. Pour son doctorat, obtenu en 1976, il étudia la relativité et la cosmologie avec le physicien Stephen Hawking, à l'institut d'astronomie de Cambridge, et au California Institute of Technology. Il est l'auteur de plus de 200 articles scientifiques.

## Distinctions
En 1984 il est lauréat du prix Adams.

## Publications
- (en) Bernard Carr, Universe or multiverse?, Cambridge University Press, 2007 (ISBN 978-0-521-84841-1, OCLC 86167445)